# Mont Gerbier-de-Jonc
Mont Gerbier-de-Jonc je hora ve Francouzském středohoří, vysoká 1551 m. Nachází se v obci Saint-Martial v departementu Ardèche. Je známá tím, že zde pramení nejdelší francouzská řeka Loira.
Hora vznikla jako sopečný dóm před osmi miliony let a tvoří ji znělec. Vyskytují se zde chráněné rostliny jako medvědice lékařská, jinořadec kadeřavý nebo rozchodník huňatý.
Hora se nachází v přírodním parku Monts d’Ardèche a do roku 1933 je na seznamu Site classé ou inscrit en France. Je populární lokalitou, kterou navštíví ročně až půl milionu turistů.
Oblast okolo hory je vyhlášená produkcí hovězího masa Fin gras du Mézenc, které má chráněné označení původu.